# Adriano Vignoli
Adriano Vignoli (* 11. Dezember 1907 in Sasso Marconi; † 16. Juni 1996 in Casalecchio di Reno) war ein italienischer Radrennfahrer.

## Sportliche Laufbahn
Vignoli war im Straßenradsport aktiv. Von 1931 bis 1947 war er Unabhängiger und Berufsfahrer. 1934 war sein erfolgreichstes Jahr als Radprofi. Er gewann eine Etappe in der Tour de France und eine Etappe im Giro d’Italia.
1937 wurde er Zweiter im Giro dell’Emilia hinter Cesare Del Cancia. Dritte Plätze holte er im Giro della Toscana 1934, bei Milano–Mantova 1937 und im Giro del Veneto 1939.
Den Giro d’Italia bestritt er sechsmal. 1934 wurde er 8., 1937 10., 1939 28. und 1940 14. 1936 und 1938 kam er beim Giro nicht ins Ziel. Die Tour de France fuhr er zweimal. 1934 wurde er 15., 1935 beendete er die Rundfahrt nicht. In den Rennen der Monumente des Radsports war der 5. Platz bei Mailand–Sanremo 1936 sein bestes Resultat.